# Jumel
Jumel é uma comuna francesa na região administrativa de Altos da França, no departamento de Somme. Estende-se por uma área de 8,89 km². Em 2010 a comuna tinha 522 habitantes (densidade: 58,7 hab./km²).